# ماري وارد
ماري وارد (بالإنجليزية: Mary Ward)‏ (و. 1827 – 1869 م) هي عالمة فلك، وكاتبة عمومية، وعالمة حشرات من جمهورية أيرلندا. ولدت في مقاطعة أوفالي.
توفيت عن عمر يناهز 42 عاماً. بسبب حوادث السيارات.